# James Gordon (acteur)
Pour les articles homonymes, voir James Gordon (homonymie) et Gordon.
James Gordon est un acteur et réalisateur américain né le 23 avril 1871 à Pittsburgh (Pennsylvanie) et mort des suites d'une opération le 12 mai 1941 à Hollywood (Californie).
Il fut l'époux de Mabel Van Buren.
Un des fondateurs du groupe The Troupers. Il joua plusieurs pièces de William Shakespeare dans cette troupe.

## Filmographie (sélection)

### Comme acteur
- 1913 : Hoodman Blind
- 1914 : The Mystery of the Poison Pool
- 1914 : The Next in Command
- 1914 : The Oath of a Viking
- 1920 : Le Dernier des Mohicans (The Last of the Mohicans) de Clarence Brown et Maurice Tourneur : Colonel Munro
- 1920 : La Ruée (Homespun Folks) de John Griffith Wray
- 1921 : Un lâche (The Man from Lost River) de Frank Lloyd : Rossiter
- 1921 : Trailin' de Lynn Reynolds
- 1921 : La Petite Baignade (The Old Swimmin' Hole) de Joseph De Grasse : le père d'Ezra
- 1922 : The Love Gambler de Joseph Franz
- 1922 : Mamzelle sans nom (Nancy from Nowhere) de Chester M. Franklin
- 1923 : The Grail de Colin Campbell : James Trammel
- 1924 : Le Cheval de fer (The Iron Horse)  de John Ford
- 1924 : Les Cœurs de chêne (Hearts of Oak) de John Ford : John Owen
- 1924 : Plus de femmes ! (The White Sin) de William A. Seiter : le capitaine du yacht
- 1925 : Le Fils de la prairie (Tumbleweeds) de King Baggot : Joe Hinman
- 1926 : The Buckaroo Kid de Lynn Reynolds
- 1927 : Wanted: A Coward de Roy Clements : Bull Harper
- 1928 : The Escape de Richard Rosson
- 1931 : Le Père célibataire (The Bachelor Father) de Robert Z. Leonard
- 1931 : Spéciale première (The Front Page) de Lewis Milestone
- 1935 : Le Baron Gregor (The Black Room) de Roy William Neill

### comme réalisateur
- 1913 : The Stranglers of Paris
- 1913 : Hoodman Blind
- 1914 : The Mystery of the Poison Pool
- 1914 : The New Adventures of J. Rufus Wallingford